# Centre technique des industries aérauliques et thermiques
 (mai 2023).
 (mai 2023).
 (mai 2023).
Si vous disposez d'ouvrages ou d'articles de référence ou si vous connaissez des sites web de qualité traitant du thème abordé ici, merci de compléter l'article en donnant les références utiles à sa vérifiabilité et en les liant à la section « Notes et références ».
 (août 2025).
Motif : les nombreux problèmes de cette page obligent à se poser la question de l'admissibilité de ce centre technique. Ce n'est pas parce qu'il existe que c'est forcément un sujet pour une encyclopédie. Wikipédia n'est pas un annuaire
- Archive Wikiwix
- Bing
- Cairn
- DuckDuckGo
- E. Universalis
- Gallica
- Google
- G. Books
- G. News
- G. Scholar
- Persée
- Qwant
- (zh) Baidu
- (ru) Yandex
- (wd) trouver des œuvres sur Wikidata

| 1. | Préciser le motif de la pose du bandeau. | Précisez le motif de la pose du bandeau en utilisant la syntaxe suivante : {{admissibilité à vérifier\|date=août 2025\|motif=remplacez ce texte par le motif}}                                                                 |
| 2. | Informer les utilisateurs concernés.     | Pensez à avertir le créateur de l'article, par exemple, en insérant le code ci-dessous sur sa page de discussion : {{subst:avertissement admissibilité à vérifier\|Centre technique des industries aérauliques et thermiques}} |

Le Centre Technique des Industries Aérauliques et Thermiques (CETIAT) a été créé en 1960 à la demande des industriels de l'aéraulique et de la thermique.
Son fonctionnement est régi par la loi du 22 juillet 1948 fixant le statut juridique des Centres techniques industriels (CTI). Il est placé sous la tutelle de l'État. Le CETIAT est implanté sur le domaine scientifique de la Doua à Villeurbanne (Rhône).

## Présentation
Organisme spécialisé pour les études, les essais, les étalonnages et les formations, le CETIAT met à disposition des industriels des moyens et des compétences pour mieux concevoir, développer et fabriquer leurs produits et procédés, évaluer et améliorer leurs performances.
Le CETIAT couvre les secteurs d'activité suivants : l'aéraulique, la thermique, l'acoustique et la métrologie.

## Métiers
Les métiers du CETIAT sont :
- Les études de R&D
- Les prestations techniques : essais, étalonnages, mesures, diagnostics, évaluations
- La veille et diffusion de l'information : organisation du congrès annuel et de journées techniques, publication de guides pratiques, notes et fiches techniques
- La formation inter et intra entreprises
- Les essais de certification et d'homologation de produits
- La normalisation

## Fonctionnement
Le CETIAT réalise des actions collectives composées d’études et de recherches, de travaux de normalisation, réglementation et certification, diffusion et veille : 
- définies par ses 343 ressortissants[3] ;
- financées par la TFA[4] et des cofinancements publics et privés ;
- dont les résultats sont la copropriété des ressortissants et des cofinanceurs.

Le CETIAT effectue un accompagnement par des prestations pour un client et financées par lui ; dont les travaux sont confidentiels ou dont les résultats demeurent la propriété du client.

## Moyens et équipements
Le CETIAT dispose de 50 plateformes d’essais, 6 laboratoires d’étalonnage dont 3 références nationales et de 10 000 m2 de labos[réf. nécessaire].
Le CETIAT est accrédité par le (Comité Français d’Accréditation) pour ses prestations d’étalonnages et d’essais[réf. nécessaire].

## Contrat d'objectifs et de performance 2020-2023
Le Contrat d’Objectifs et de Performance est un document pluriannuel qui décline les grandes orientations définies par l’État pour les Centres Techniques Industriels.
Le Contrat d’Objectifs et de Performance 2020-2023, signé entre l’État, le CETIAT, et le syndicat des industries thermiques, aérauliques et frigorifiques (UNICLIMA]), est le document qui fixe l’ambition assignée au CETIAT avec les priorités stratégiques autour de l’innovation, de la transformation des PME vers l’industrie du futur et de la transition écologique.

### Les thématiques du contrat d’objectifs et de performance 2020-2023
• La transition écologique et énergétique, pour laquelle le CETIAT devra développer des équipements aérauliques et thermiques à impact carbone réduit
• La maîtrise de la qualité de l’air et du confort des bâtiments
• L’industrie du futur et la décarbonation. Le CETIAT mènera des actions collectives en partenariat avec sa filiale (Alliance Industrielle pour la Compétitivité et l'Efficacité Énergétique)
• L’évaluation des performances des appareils et systèmes aérauliques et thermiques
• La métrologie de l’énergie. Acteur européen de référence en matière de métrologie associée à ses domaines d’activités, le CETIAT ambitionne d’être le laboratoire de référence dans la métrologie de l’énergie.

## Gouvernance
Le CETIAT est administré par un Conseil d'Administration de 19 membres et de trois collèges :
- Le premier est composé de membres nommés au titre de représentants des chefs d’entreprise
- Le deuxième est composé de membres représentants du personnel technique des branches d’activités intéressées
- Le troisième est composé de représentants des partenaires de CETIAT et de personnalités compétentes.